# Климат Беларуси
Кли́мат Беларуси — многолетний режим погоды (климат) на территории Республики Беларусь.

## Общая характеристика

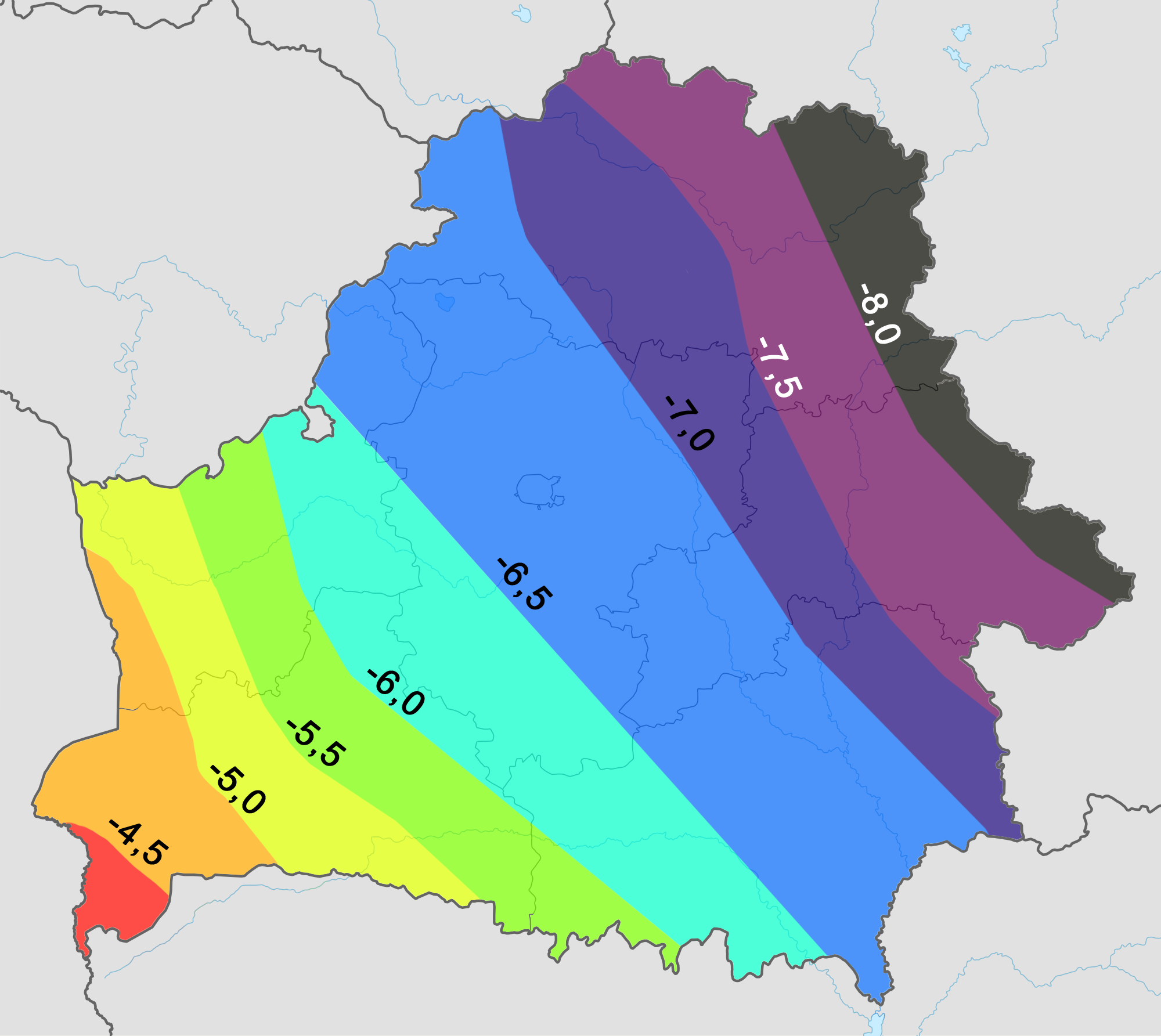
Средняя температура воздуха в январе.

Преобладает умеренно-континентальный климат, на западе — переходный от умеренно-морского к умеренно-континентальному климату. Смягчается ветрами, дующими с Атлантического океана. Характеризуется как мягкий и влажный. В центральных районах более суровый, на севере и востоке — значительно.

### Температуры
Зима чаще всего мягкая, с частыми и продолжительными оттепелями от 25 (на северо-востоке) до 50 (на юго-западе) дней. Температура января колеблется от −4,5 (на юго-западе) до −8 (или −8,4) (на северо-востоке) °C; по другим данным, от +4 до −4 (на юго-западе) и от −4 до −8 (на северо-востоке). Лето дождливое, обычно нежаркое. Температура июля колеблется от +17 (или 17,2) (на северо-востоке) до +18—19 (или 18,5, или 19,7) (на юго-западе) °C.

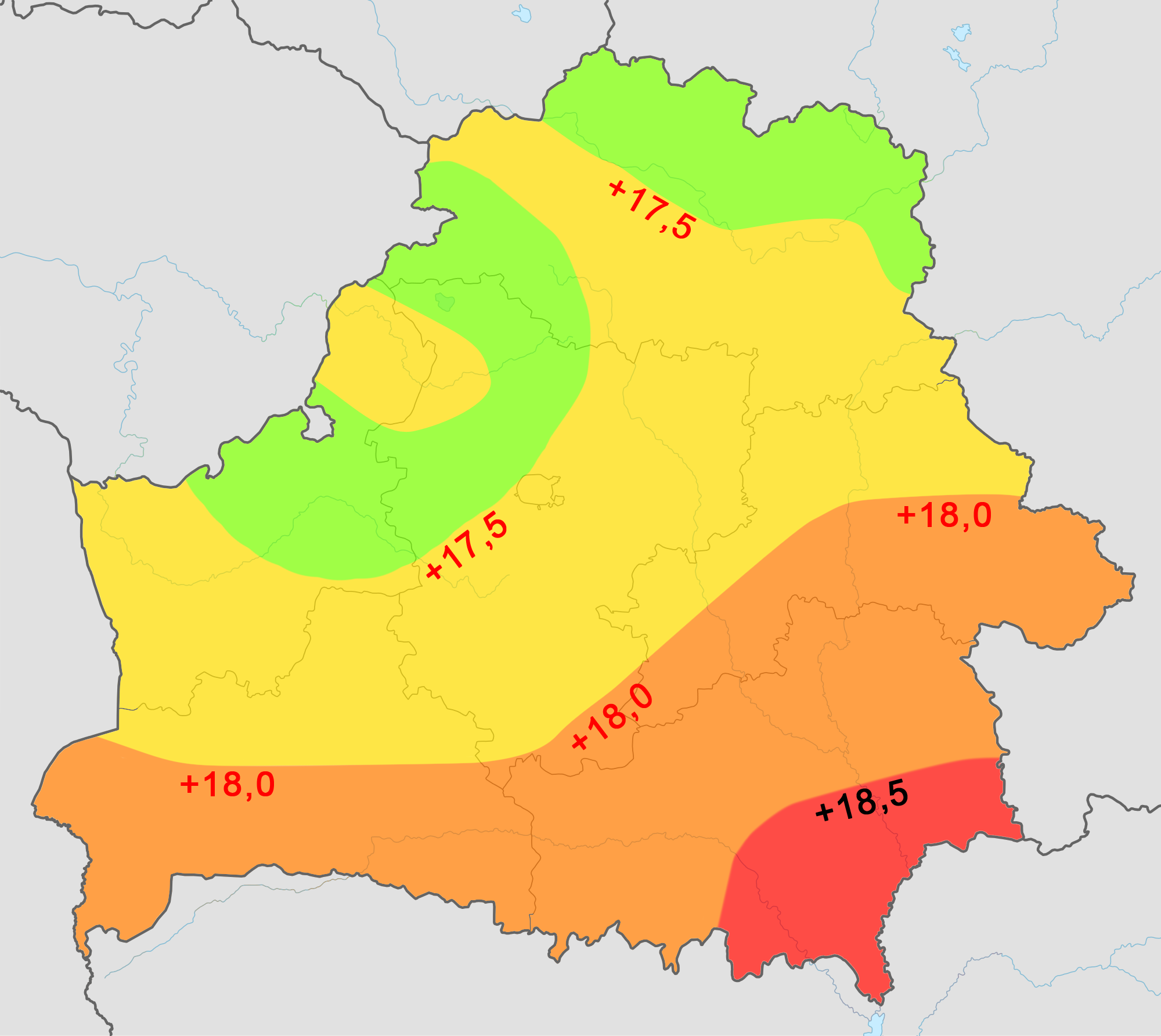
Средняя температура воздуха в июле.

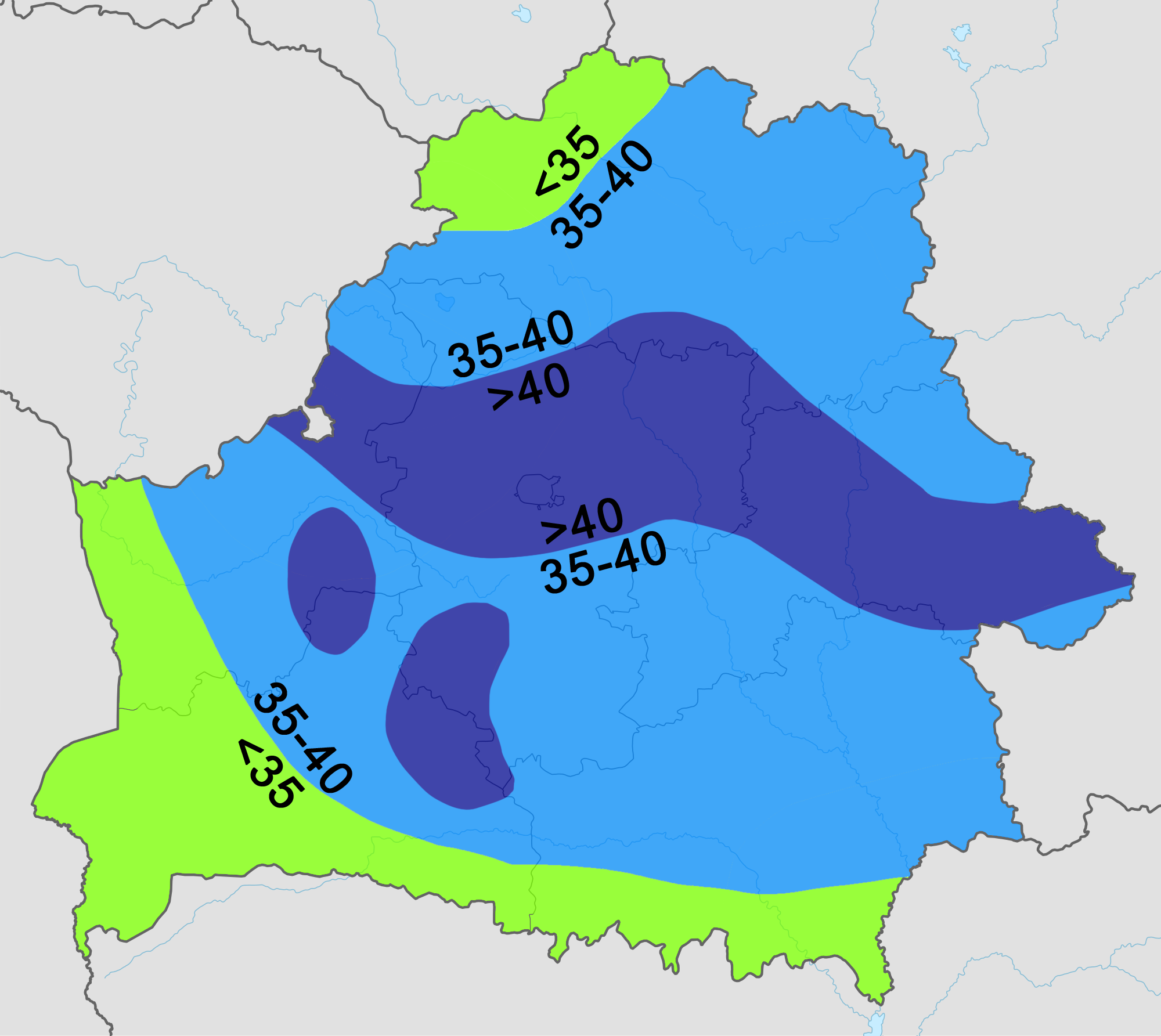
Среднее количество осадков в январе.

### Осадки
В год выпадает, по разным оценкам, от 500 (на юге), до 700 (в центре)—800 мм (на северо-западе); или от 500—550 (на юго-западе и юго-востоке), и 650 (на северо-западе), до 700—750 мм (в центре). Другие оценки говорят о 530 (в низменностях)—700 (на возвышенностях), 600—700 мм (600—650 — в низменностях, 650—700 — на возвышенностях). Наибольшее число осадков выпадает в осенне-зимний период, по другим данным — в летний.
В среднем, больше всего осадков регистрируется в Новогрудке (769 мм). Обычно, отклонения от годовой нормы не превышают 200 мм, однако в Василевичах был зарегистрирован абсолютный максимум — 1115 мм, а в Брагине — абсолютный минимум — 298 мм. Абсолютный рекорд за месяц был зарегистрирован в Пружанах — 329 мм, а за сутки — на железнодорожной станции Славное — 148 мм (июль 1973 года). Число дней с осадками варьируется от 145 (на юго-востоке) до 193—195 (на северо-западе).

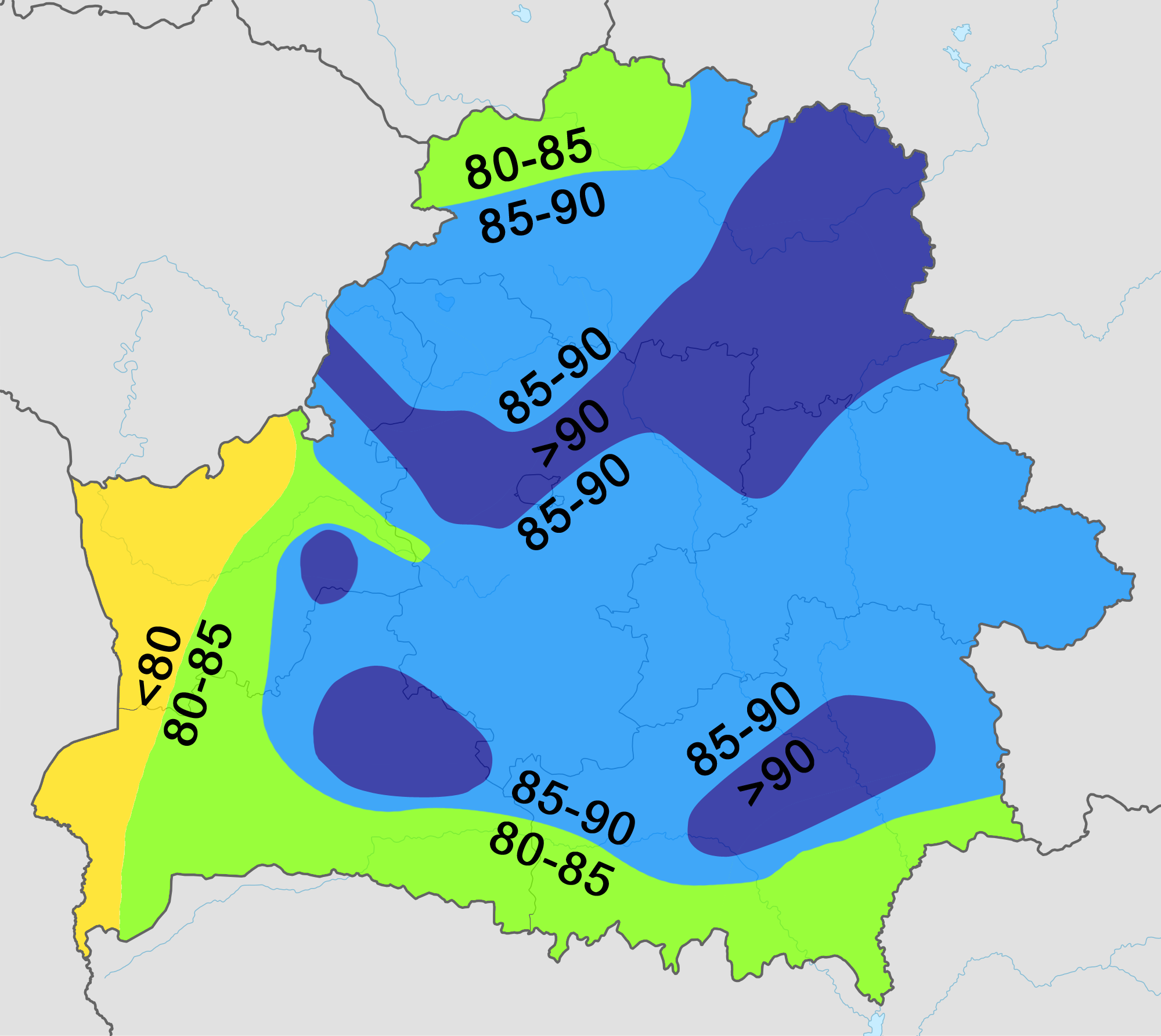
Среднее количество осадков в июле.

Снег выпадает ежегодно: впервые — в октябре—ноябре, окончательно снежный покров формируется к декабрю. Высота снежного покрова обычно составляет от 15 (на юго-западе) до 30 (на северо-востоке) сантиметров, в лесных районах может достигать 1—1,2 метра. Снежный покров удерживается от 75 (на юго-западе) до 125 (на северо-востоке) дней.
Среднегодовая влажность воздуха составляет 80 %, в мае—июне — 65—70 %, в декабре—январе — 90 %. Число сухих дней (влажность составляет менее 30 %), как правило, не превышает 5—7 на севере и 13—17 на юго-востоке. В среднем, 35—100 дней в году наблюдаются туманы, на возвышенностях — 65—100 дней. Пасмурных дней, в зависимости от региона, насчитывается 135—175.

### Ветра
Преобладают, в основном, западные ветра, дующие с Атлантического океана и приносящие морской воздух. Летом преобладают западные и северо-западные ветра, зимой — западные и юго-западные. Зимой западные ветра могут приносить как тёплый воздух, приводящий к повышению влажности и выпадению осадков, так и охлаждённый континентальный, предшествующий холодам в −10—15 °C, или даже арктический воздух, приносящий либо незначительные, либо суровые и резкие (до −40 °C) морозы.
Среднегодовая скорость ветра составляет 3—3,5 м/с в долинах рек и 3,5—4 м/с на равнинах и возвышенностях. Как правило, в осенне-зимний период ветра сильнее, чем в весенне-летний.

## Характеристика климата по областям

### Брестская
В Брестской области зима мягкая, но в некоторые годы наблюдается устойчивый снежный покров. Средняя температура января от −4,4 (в Бресте) до −6,1 (в Барановичах) °C. Лето длинное и умеренно тёплое. Средняя температура июля от 18 (на западе) до 19 (на востоке) °С. Среднемесячное количество осадков в январе — 40 мм, в июле — 58 мм.

### Витебская
В Витебской области климат суровее, чем в других. Средняя температура января от −6—7 (на юго-западе, в Лынтупах) до −7,2 (в центре, в Полоцке) и −8,4 (на северо-востоке, в Езерище) °C. Абсолютный минимум — −44 °C. Средняя температура июля от 17,5 (на севере, в Верхнедвинске) до 18 (на юге, в Орше) °C. Абсолютный максимум — 36 °C. Среднегодовое количество осадков — 550—680 мм, из них 13 % — твёрдые, 75 % — жидкие, а 12 % — смешанные. 70—75 % осадков выпадают с апреля по октябрь.
Относительная влажность воздуха зимой довольна высока — 83—91 %. Весной и летом она понижается до 67—80 %. На протяжении года преобладают западные ветра, дующие с Балтийского моря. Сильные ветра (>15 м/с) наблюдаются довольно редко, обычно зимой. Иногда наблюдаются бури (>25 м/с).
Вегетационный период длится от 180 (в Езерище) до 187 (в Лепеле) суток. Устойчивый снежный покров образуется раньше, чем в других областях, — в первой половине декабря, иногда раньше, а разрушается в конце марта. В среднем, на северо-востоке снежный покров держится 100—110, нередко, 120 суток.

### Гомельская
Климат Гомельской области умеренный. Зима теплее, чем на севере страны, но холоднее, чем на той же широте в Брестской области. Средняя температура января составляет −6,6 °C: от −5,9 (в Лельчицах) до −7,5 (в Чечерске) °C. Абсолютный минимум — −38 °C. Средняя температура июля от 18 (в Октябрьском) до 19,7 (в Комарине) °C. Абсолютный максимум — 38 °C. Среднегодовое количество осадков — 510—670 мм. 70 % осадков выпадает в тёплое время года. Меньше всего выпадает осадков на юго-востоке (Брагин, 566 мм), больше всего — на северо-западе (Василевичи, 648 мм) Продолжительность жидких осадков составляет 611 часов, твёрдых — 430, а смешанных — 91. Летом осадки часто сопровождаются грозами: в среднем, на год приходится 25—30 дней с грозой.
На протяжении года преобладают западные и северо-западные ветра, зимой — также юго-западные, как следствие Азиатского антициклона. Среднегодовая скорость ветра — 3,5 м/с. Сильные ветра (>15 м/с) наблюдаются довольно редко (например, в Гомеле, в среднем, 19 дней в году дуют подобные ветров), чаще всего — весной, ближе к полудню. Это преимущественно северные, северо-западные и западные ветра. Время от времени наблюдаются бури.
Устойчивый снежный покров образуется в первой половине декабря, а разрушается в середине марта. В Гомеле количество зим без снега составляет 7 %. В среднем, снежный покров держится 83—111 суток, его толщина — 9—17 сантиметров.

### Гродненская
Климат Гродненской области умеренный, более влажный, чем в восточных областях. Зима мягкая и короткая, средняя температура января от −5 (в Берестовицком и Свислочском районах) до −6,6 (в Кореличском и Новогрудском районах) °C. Абсолютный минимум — −38 °C (1956). Лето долгое и умеренно тёплое, средняя температура июля — 17—18,2 °C. Абсолютный максимум — +38 °C (1956, 1964). Среднегодовое количество осадков — 520—640 мм (в Новогрудке — 706 мм). 71 % осадков выпадает с апреля по октябрь.
Вегетационный период длится 189—200 суток. Погода неустойчивая, снежный покров небольшой.

### Минская
Климат Минской области умеренный, влажный. Средняя температура января от −5,8 (на юго-западе) до −7,2 (на северо-востоке) °C. Средняя температура июля от 17,3 (на юго-западе) до 18,3 (на северо-востоке) °C. Среднегодовое количество осадков — 550—700 мм.
Вегетационный период длится 185—195 суток.

### Могилёвская
Климат Могилёвской области умеренный, более континентальный, чем на западе страны. Зима относительно суровая, средняя температура января от −6,5 (на юго-западе) до −8,2 (на северо-востоке). Лето тёплое, средняя температура июля 17,8—18,7 °C. Среднегодовое количество осадков — 575—675 мм.